# Saint-Jean-Lherm
Saint-Jean-Lherm é uma comuna francesa na região administrativa da Occitânia, no departamento do Alto Garona. Estende-se por uma área de 7.92 km², com 376 habitantes, segundo os censos de 2018, com uma densidade de 47 hab/km².